# Velika Onofrijeva česma
Velika Onofrijeva česma je fontana u središtu Dubrovnika. Poligonalnoga je oblika za 16 maskerona za izljev vode.
Fontanu je izradio napuljski graditelj Onofrio della Cava, 1438. godine, kao dio dubrovačkog vodovoda. Voda teče iz 16 kamenih maskerona. Nalazi se ispred samostana klarisa pokraj Vrata od Pila. Izvorno je bila bogato ukrašena, a današnji oblik dobila je nakon velikog potresa 1667. godine. Dubrovčanima je u središtu grada voda bila dostupna na dva mjesta, na velikoj i maloj Onofrijevoj česmi. Osim ovih dviju, bilo je u gradu više manjih fontana.
Slični zahvat, kojim se svježa voda dovodila s 12 kilometara udaljenoga izvora, do tada u Europi nije bio poznat. U uporabi je bila do kraja 19. stoljeća.
Kod česme se odvija dio radnje renesansne komedije Novele od Stanca dubrovačkoga dramatičara Marina Držića.

## Poveznice
|  | Zajednički poslužitelj ima još gradiva o temi Velika Onofrijeva fontana |